# Loc-Eguiner
För andra betydelser, se Loc-Eguiner (olika betydelser).
Loc-Eguiner (även skrivet Loc-Éguiner) är en kommun i departementet Finistère i regionen Bretagne i västra Frankrike. Kommunen ligger i kantonen Ploudiry som tillhör arrondissementet Brest. År 2022 hade Loc-Eguiner 378 invånare.

## Befolkningsutveckling
Antalet invånare i kommunen Loc-Eguiner
Referens:INSEE